# العلاقات اللاتفية الناميبية
العلاقات اللاتفية الناميبية هي العلاقات الثنائية التي تجمع بين لاتفيا وناميبيا.

## مقارنة بين البلدين
هذه مقارنة عامة ومرجعية للدولتين:
| وجه المقارنة                                              | لاتفيا                                             | ناميبيا      |
| --------------------------------------------------------- | -------------------------------------------------- | ------------ |
| المساحة (كم2)                                             | 64.59 ألف                                          | 825.62 ألف   |
| عدد السكان (نسمة)                                         | 1.93 مليون                                         | 2.53 مليون   |
| الكثافة السكانية (ن./كم²)                                 | 29.88                                              | 3.06         |
| العاصمة                                                   | ريغا                                               | ويندهوك      |
| اللغة الرسمية                                             | اللغة اللاتفية                                     | لغة إنجليزية |
| العملة                                                    | يورو، لاتس لاتفي، الروبل اللاتفي ‏، الروبل اللاتفي ‏ | دولار ناميبي |
| الناتج المحلي الإجمالي (بليون دولار)                      | 30.26 مليار                                        | 13.24 مليار  |
| الناتج المحلي الإجمالي (تعادل القوة الشرائية) بليون دولار | 49.24 مليار                                        | 25.60 مليار  |
| الناتج المحلي الإجمالي الاسمي للفرد دولار أمريكي          | 14.06 ألف                                          | 4.67 ألف     |
| الناتج المحلي الإجمالي للفرد دولار أمريكي                 | 23.55 ألف                                          | 9.96 ألف     |
| مؤشر التنمية البشرية                                      | 0.819                                              | 0.628        |
| رمز المكالمات الدولي                                      | +371                                               | +264         |
| رمز الإنترنت                                              | .lv                                                | .na          |
| المنطقة الزمنية                                           | ت ع م+02:00، ت ع م+03:00، أوروبا/ريغا ‏             | ت ع م+02:00  |

## منظمات دولية مشتركة
يشترك البلدان في عضوية مجموعة من المنظمات الدولية، منها:
| علم المنظمة | اسم المنظمة                        | تاريخ انضمام لاتفيا | تاريخ انضمام ناميبيا |
| ----------- | ---------------------------------- | ------------------- | -------------------- |
|             | البنك الدولي للإنشاء والتعمير      | 11 أغسطس 1992       | 25 سبتمبر 1990       |
|             | منظمة التجارة العالمية             | 1999                | ?                    |
|             | منظمة حظر الأسلحة الكيميائية       | ?                   | ?                    |
|             | الأمم المتحدة                      | 17 سبتمبر 1991      | 23 أبريل 1990        |
|             | منظمة الشرطة الجنائية الدولية      | ?                   | ?                    |
|             | وكالة ضمان الاستثمار متعدد الأطراف | 21 أغسطس 1998       | 25 سبتمبر 1990       |
|             | يونسكو                             | 9 يوليو 1951        | 2 نوفمبر 1978        |
|             | مؤسسة التمويل الدولية              | 29 سبتمبر 1993      | 25 سبتمبر 1990       |
|             | الاتحاد البريدي العالمي            | ?                   | ?                    |
|             | الاتحاد الدولي للاتصالات           | 11 ديسمبر 1921      | 25 يناير 1984        |

## وصلات خارجية
- موقع وزارة الخارجية اللاتفية